# Johann Nikolaus Scheuer
Johann Nikolaus Scheuer (* 7. Juli 1950 in Elz) ist ein deutscher Richter.

## Leben
Scheuer absolvierte 1969 sein Abitur an der Fürst-Johann-Ludwig-Schule in Hadamar und bis 1971 den Wehrdienst. Im selben Jahr begann er das Studium der Rechtswissenschaft an der Universität Gießen. Die erste juristische Staatsprüfung bestand er 1976 in Frankfurt am Main. Nach dem juristischen Vorbereitungsdienst im Landgerichtsbezirk Gießen legte er 1979 in Wiesbaden die zweite juristische Staatsprüfung ab. 1982 erhielt er seine Ernennung zum Richter auf Lebenszeit am Amtsgericht Frankfurt am Main. Dort war er von 1985 bis 1992 Mitglied des Präsidiums. In den Jahren 1990 und 1991 hatte er einen Lehrauftrag als Dozent für Bürgerliches Recht an der Verwaltungsfachhochschule Rotenburg an der Fulda inne und ab 1993 war er auch Prüfer für das zweite juristische Staatsexamen.
Scheuer wurde 1994 zum Richter am Oberlandesgericht Frankfurt am Main ernannt und zudem von 1994 bis 2001 durch eine Teilabordnung am Landgericht Erfurt tätig. Ab 1998 bis 2002 hatte er daneben noch die Position als berufsrichterliches Mitglied des Hessischen Anwaltsgerichtshofs inne und außerdem war er in den Jahren 2001 und 2002 Mitglied des Präsidiums des Frankfurter Oberlandesgerichts. 2002 erfolgte eine Abordnung an das Hessische Ministerium der Justiz.
Scheuer wurde mit Wirkung zum 1. September 2005 Präsident des Landgerichts Gießen und zum 1. November 2007 Präsident des Landgerichts Frankfurt am Main, bevor er zum 1. Dezember 2015 in den Ruhestand trat. Sein Nachfolger ist Wilhelm Wolf. Außerdem war Scheuer zunächst von 2000 bis 2002 und wieder von 2006 bis 2010 stellvertretendes Mitglied sowie von 2010 bis 2015 richterliches Mitglied des Staatsgerichtshofs des Landes Hessen.